# HWM Cars
HWM Cars GmbH war ein Schweizer Hersteller von Automobilen.

## Unternehmensgeschichte
Daniel Hagmann, Andreas Walther und Francis Meier gründeten im Dezember 2004 in Safenwil mit einem Stammkapital von 20.000 Schweizer Franken das Unternehmen zur Produktion von Automobilen. Der Markenname lautete HWM, abgeleitet von den Namen der drei Gründer. Im Herbst 2007 begann die Produktion. Am 19. August 2011 wurde das Unternehmen aufgelöst und im Dezember 2012 aus dem Handelsregister gelöscht.

## Fahrzeuge
Das einzige Modell war der BT 01. Auf einem Stahlgitterrohrrahmen war eine Kunststoffkarosserie in Coupéform mit Targadach montiert. Für den Antrieb sorgte der V8-Motor aus der Chevrolet Corvette mit 5700 cm³ Hubraum und 345 PS Leistung. Der Motor war in Fahrzeugmitte montiert. Der Neupreis betrug 200.000 Schweizer Franken.